# Reberšek
Reberšek je priimek več znanih Slovencev:
- Jelka Reberšek Gorišek, zdravnica, organizatorka posveta "Medicina in pravo"
- Karel Reberšek (1910–1964), sindikalni in politični delavec
- Nada Reberšek Natek, ravnateljica VSŠ za hortikulturo in vizualne umetnosti (Ce)
- Stanislav Reberšek (1942–2022), elektronik, univ. profesor